# Gracias América... sin fronteras
Gracias América... sin fronteras es un álbum de estudio lanzado por la banda de  regional mexicano Los Tigres del Norte. Fue lanzado el 27 de diciembre de 1986 por Fonovisa Records. El álbum se convirtió en su tercer número uno en la lista Billboard Regional Mexican Albums y obtuvo el premio Grammy a la mejor interpretación mexicano-estadounidense en la 30.ª edición de los Premios Grammy.

## lista de canciones
| Gracias América... sin fronteras |                                                                         |          |  |
| N.º                              | Título                                                                  | Duración |  |
| 1.                               | «América»                                                               | 3:02     |  |
| 2.                               | «Sin Fronteras»                                                         | 2:40     |  |
| 3.                               | «La Puerta Negra»                                                       | 3:26     |  |
| 4.                               | «Flores de Mi País»                                                     | 3:09     |  |
| 5.                               | «Paso a Paso»                                                           | 2:10     |  |
| 6.                               | «El Dorado»                                                             | 3:50     |  |
| 7.                               | «Los Hijos de Hernández»                                                | 3:53     |  |
| 8.                               | «Popurri Mexicano: México Lindo/Yo Soy Mexicano/Como México No Hay Dos» | 3:54     |  |
| 9.                               | «Ay, Ay, Hay...»                                                        | 2:53     |  |
| 10.                              | «El Macho y el Hombre»                                                  | 2:39     |  |
| 11.                              | «Amigo Querido»                                                         | 3:11     |  |
| 12.                              | «Mi Distrito Federal»                                                   | 3:02     |  |

## Rendimiento del gráfico
| Gráfico (1987)                       | Posición más alta |
| ------------------------------------ | ----------------- |
| US Billboard Regional Mexican Albums | 1                 |